# (39696) 1996 TO1
1996 تي أو 1 (ويعرف أيضًا باسم (39696) 1996 تي أو 1 وفق تسمية الكوكب الصغير) (بالإنجليزية: 1996 TO1)‏ هو كويكب ضمن حزام الكويكبات؛ وترتيبه 39696 من حيث الاكتشاف.
اكتُشف هذا الجُرم الفلكي بواسطة Keith Rivich ‏ في 7 أكتوبر 1996.

## وصلات خارجية
- (39696) 1996 TO1 في قاعدة بيانات مختبر الدفع النفاث لأجرام النظام الشمسي الصغيرة

- الاكتشاف · مخطط المدار ·  العناصر المدارية · المعلمات المادية

- (39696) 1996 TO1 على موقع ويكي سكاي: DSS2, SDSS, GALEX, IRAS, Hydrogen α, X-Ray, Astrophoto, Sky Map, Articles and images